# Nallachius pupillus
Nallachius pupillus är en insektsart som först beskrevs av Navás 1930.  Nallachius pupillus ingår i släktet Nallachius och familjen Dilaridae. Inga underarter finns listade i Catalogue of Life.